# Зорченко, Николай Кузьмич
Зо́рченко Никола́й Кузьми́ч (род. 1954) — капитан учебного парусного судна «Паллада», капитан дальнего плавания. Капитан учебных-парусных судов «Паллада» и «Седов». Участник кругосветного плавания на учебно-парусном судне «Паллада». Один из первых кавалеров Ордена «За морские заслуги» (№ 110).

## Биография
Родился 23 мая 1954 года в Новосибирской области.
После окончания школы поступил в Дальневосточное мореходное училище Министерства рыбного хозяйства СССР, на судоводительский факультет. В августе 1971 года был зачислен курсантом 2-го курса. Учился на одном курсе с Виктором Языковым, Петром Соседовым, Юрием Арсентьевым.
В феврале 1975-го — получил свой первый диплом штурмана малого плавания, а вместе с ним и должность третьего помощника капитана в очень активно работавшем тогда научно-исследовательском флоте.
- В 1981 году стал старшим помощником, а в 1984 году — и капитаном.
- С 1993 по 2010 год — капитан учебного парусного судна «Паллада».
- С 2011 года капитан парусника «Седов»
- В 2012—2013 годах барк «Седов» под командованием капитана Зорченко совершил кругосветное плавание «По следам Крузенштерна»
- С 2013 года по 20.03.2017 г. — капитан учебного парусного судна «Паллада».
- С 20.03.2017 г. по 09.01.2019 г. — врио ректора ФГБОУ ВО «Дальрыбвтуз».
- С 09.01.2019 по 17.07.2019 г. — первый проректор ФГБОУ ВО «Дальрыбвтуз».
- С 18.07.2019 и по настоящее время — капитан учебного парусного судна «Паллада». С 1 ноября 2019 года совершает кругосветное плавание.

Женат. Супругу зовут Алла.
Дочь Марина — офицер полиции.

## Награды
- Орден Александра Невского (13 февраля 2014 года) — за большой вклад в подготовку и проведение кругосветного плавания учебно-парусного судна «Седов»[3]
- Орден «За морские заслуги» (18 мая 2009 года) — за активное участие в проведении кругосветного плавания учебного парусного судна «Паллада» федерального государственного образовательного учреждения высшего профессионального образования «Дальневосточный государственный технический рыбохозяйственный университет» (Приморский край)[4][5][6]
- Орден Почёта (1 октября 2021 года) — за большой вклад в подготовку и проведение кругосветного плавания учебного парусного судна «Паллада»[7]
- Медаль «300 лет Российскому Флоту»
- Заслуженный работник рыбного хозяйства Российской Федерации (21 марта 2002 года) — за заслуги в области рыбного хозяйства и многолетний добросовестный труд[8]
- Медаль «За отличие в морской деятельности» Морской коллегии при Правительстве Российской Федерации[9],
- Нагрудный знак «Почётный работник рыбного хозяйства», отмечен почётными грамотами руководителя Федерального агентства по рыболовству, ректора Дальневосточного государственного технического рыбохозяйственного университета, главнокомандующего ВМФ России, командующего ТОФ.

## Кругосветка
Парусный фрегат «Паллада», под командованием Николая Зорченко, отправился в кругосветное плавание 2 ноября 2007 года. Путешествие посвящено 190-летию кругосветного плавания российских кораблей под командованием Беллинсгаузена и Лазарева, а также 50-летию начала российских исследований Антарктиды. Кроме того, поход парусника призван отдать дань уважения российским первооткрывателям и исследователям Мирового океана.
Курс «Паллады» проходит через основные точки Тихого, Атлантического, Индийского океанов, непосредственно связанных с российской историей. Весь путь фрегата составил 32 800 миль. Участники кругосветного похода посетили районы Мирового океана, которые были открыты российскими моряками в XIX и XX веках, а также места захоронений русских мореплавателей за границей. В память о предках, сыгравших значительную роль в истории России, будут установлены мемориальные доски.
Завершилось кругосветное путешествие во Владивостоке 11 августа 2008 г. Эта дата объявлена оргкомитетом путешествия в Дальневосточном техническом институте рыбной промышленности (Дальрыбвтузе). В этот день рано утром парусник пришвартуется к причалу родного порта, где его ждали почётные гости, профессорско-преподавательский состав Дальрыбвтуза, курсанты и студенты университета, родные и близкие моряков- дальневосточников.
За 280 суток «Паллада» прошла 34 400 морских миль и посетила 19 стран мира.